# Eli Sabiá
Eli Sabiá Filho (Mogi Guaçu, 31 agosto 1988) è un calciatore brasiliano, difensore dello Sreenidi Deccan.

## Statistiche

### Presenze e reti nei club
| Stagione          | Squadra           | Campionato        | Campionato | Campionato | Coppe nazionali | Coppe nazionali | Coppe nazionali | Coppe continentali | Coppe continentali | Coppe continentali | Altre coppe | Altre coppe | Altre coppe | Totale | Totale |
| Stagione          | Squadra           | Comp              | Pres       | Reti       | Comp            | Pres            | Reti            | Comp               | Pres               | Reti               | Comp        | Pres        | Reti        | Pres   | Reti   |
| ----------------- | ----------------- | ----------------- | ---------- | ---------- | --------------- | --------------- | --------------- | ------------------ | ------------------ | ------------------ | ----------- | ----------- | ----------- | ------ | ------ |
| 2016              | Água Santa        | PA1               | 1          | 0          | -               | -               | -               | -                  | -                  | -                  | -           | -           | -           | 1      | 0      |
| 2016              | Chennaiyin        | ISL               | 11         | 0          | -               | -               | -               | -                  | -                  | -                  | -           | -           | -           | 11     | 0      |
| 2017              | Sertãozinho       | PA2               | 16         | 0          | -               | -               | -               | -                  | -                  | -                  | -           | -           | -           | 16     | 0      |
| 2017-2018         | Al-Raed           | PL                | 21         | 1          | CCP             | 1               | 0               | -                  | -                  | -                  | CRC         | 1           | 0           | 21     | 1      |
| 2018-2019         | Chennaiyin        | ISL               | 18         | 1          | SC              | 4               | 0               | AFC Cup            | 7                  | 1                  | -           | -           | -           | 29     | 2      |
| 2019-2020         | Chennaiyin        | ISL               | 16+3       | 0+1        | SC              | -               | -               | -                  | -                  | -                  | -           | -           | -           | 19     | 1      |
| 2020-2021         | Chennaiyin        | ISL               | 19         | 0          | -               | -               | -               | -                  | -                  | -                  | -           | -           | -           | 19     | 0      |
| Totale Chennaiyin | Totale Chennaiyin | Totale Chennaiyin | 67         | 2          |                 | 4               | 0               |                    | 7                  | 1                  |             | -           | -           | 78     | 3      |
| 2021-2022         | Jamshedpur        | ISL               | 16+2       | 1          | -               | -               | -               | -                  | -                  | -                  | DC          | 0           | 0           | 18     | 1      |
| 2022-2023         | Jamshedpur        | ISL               | 15         | 0          | SC              | 3               | 0               | QAFC               | 1                  | 1                  | DC          | -           | -           | 19     | 1      |
| Totale Jamshedpur | Totale Jamshedpur | Totale Jamshedpur | 33         | 1          |                 | 3               | 0               |                    | 1                  | 1                  |             | 0           | 0           | 37     | 2      |
| 2023-2024         | Sreenidi Deccan   | IL                | 24         | 3          | SC              | 3               | 1               | -                  | -                  | -                  | -           | -           | -           | 27     | 4      |
| Totale carriera   | Totale carriera   | Totale carriera   | 161        | 7          |                 | 11              | 1               |                    | 8                  | 2                  |             | 1           | 0           | 181    | 10     |

## Palmarès

### Club

#### Competizioni nazionali
- Campeonato Brasileiro Série D: 1

Botafogo-SP: 2015
- ISL Shield: 1

Jamshedpur: 2021-2022

#### Competizioni statali
- Copa Paulista: 2

Paulista: 2010, 2011
- Campionato Brasiliense: 1

Brasiliense: 2013